# Batuque Elétrico
Batuque Elétrico é uma banda piauiense, iniciada em Teresina no ano de 2001.
tem uma mistura de inovação de sonoridades, baseado principalmente no gênero do funk e do samba-rock, fusionados com a bossa nova, o maracatu, o soul, o baião e o reggae. Reconhecidos pela qualidade sonora 
de suas batucadas percussivas e letras-poesias marcantes.
Hoje o Batuque Elétrico é uma das bandas mais importantes da nova geração musical do Piauí e Nordeste.

## Biografia e carreira

### Premios
O Batuque teve seu trabalho reconhecido por vários festivais locais: Festipop (vencedor 2002), Cantos do Piauí (finalista 2006), Festival do Monte Castelo (vencedor 2005/2006), Festival Chapada do Corisco – Chapadão (finalista 2002/2003/2004).

### Carreira
Participou dos principais eventos do Estado: Piauí Pop (2006/2007/2008), dividindo palco com nomes consagrados como (Cidade Negra, Paralamas do Sucesso, O Rappa, Engenheiros do Hawaii, Lulu Santos), Salão Internacional de Humor do Piauí (2006 a 2011), Teresina Pop (2006 a 2011) na edição de 2008 dividiu o palco com Arnaldo Antunes, Festival de Cultura de Oeiras (2006, juntamente com Chico César e Yamandú Costa), Festival de Cultura de Pedro II(2009), Feira da Música – Fortaleza, CE (2008/2009), Projeto Nação Piauí – Brasília, DF (2008), Projeto Boca da Noite (2005 a 2010), Projeto Seis e Meia (2009) dividindo o palco com Paula Lima.
Em 2010 a banda Batuque Elétrico juntamente com a banda Os Oliveira criaram o Projeto Torquato Nigth realizando 10 shows por toda Teresina apresentando novas versões das canções do poeta tropicalista Torquato Neto. Em setembro (2011) representou o Piauí na V Mostra BNB da Música Brasileira Independente que aconteceu nos Centros Culturais de Fortaleza (CE), Sousa (PB) e Juazeiro (CE). No ano de 2006 fundou o “Cumbuca Cultural”, movimento artístico em prol da valorização e difusão da música piauiense, juntamente com as bandas Validuaté e Captamata, gerando a gravação do primeiro DVD Mostra Cumbuca Cultural  (2007) dando grande visibilidade a cena autoral piauiense. Participou da última edição da Mostra (2009) juntamente com nove bandas locais. Na ocasião foi gravado o segundo DVD a ser lançado na sua quarta edição.

### Primeiros álbuns
O Batuque Elétrico lançou seu primeiro CD “O Mundo é um Chip!” em Setembro de 2008 onde conta com a participação de vários músicos e compositores, enfatizando a diversificação peculiar do cenário musical piauiense. Em novembro de 2011 lançou seu segundo CD “Boa Nova” com releituras dos principais sucessos e canções inéditas. No mesmo ano encabeçou mais um projeto em prol da difusão da música autoral piauiense o Conexão Música Piauí. Contemplado no edital 2012 do programa de cultura do BNB/BNDES o projeto tem como objetivo criar uma rota para circulação das bandas autorais dos estados nos municípios. Nesta edição foram contempladas as cidades de União, Parnaíba e Capitão de Campos. No ano seguinte, agora pela lei de incentivo à cultura do estado do Piauí (SIEC), o projeto “Conexão Música Piauí” agrega mais seis cidades: Oeiras, Pedro II, Picos, Amarante e Piripiri.

### Turnês
Em 2014 realizou a “Turnê Boa Nova” passando pelas cidades de: São Luís, Brasília, Rio de Janeiro, São Paulo, João Pessoa, Natal e Fortaleza, realizando 12 shows em um mês. Em 2015 participou de três edições do projeto Circuito Cultura Viva nas cidades de Picos, Simplício Mendes e Nazaré. Mesmo ano em que foi a banda âncora da primeira temporada do projeto “Cumbucada Mix”. Em 2016 a Batuque participa do projeto “Sintonia” como banda base nas quatro edições do projeto. Produzindo e gravando 48 releituras de sucessos dos autores: Machado Jr, Edvaldo Oliveira Souza, Fátima Castelo Branco e Naeno Rocha. No final do mesmo ano participa do Festival Permita-se. Em janeiro de 2017 participa do projeto “Circulação Cumbuca Cultural” realizado no Teatro Arena no Centro Cultural Caixa Econômica no Rio de Janeiro. Ano em que inicia as gravações do seu terceiro CD. Intitulado “Diversões”. Em novembro gravou o DVD Batuque Elétrico ao vivo.

### Atualmente
Atualmente a Batuque é a banda anfitriã da mostra Cumbucada Mix. Projeto itinerante de múltiplas linguagens que acontece mensalmente em espaços culturais de Teresina, participa do “Circuito Cultura Viva” que realiza shows em praças públicas em 12 municípios piauiense, está gravando o seu terceiro CD, intitulado “Diversões”, onde fará releituras de sucessos e clássicos da música piauiense (primeiro CD duplo da banda) e também será gravado um documentário sobre o disco ainda esse ano. Agora em setembro a Batuque Elétrico inicia a turnê: “Boa Nova” com shows pelas cidades de João Pessoa (PR), Natal (RN), São Luís (MA), Brasília (DF), Rio de Janeiro (RJ) e São Paulo (SP).

## Integrantes
- Cildo Jr - bateria
- Zé Reis - baixo
- Mário Araújo - guitarra
- Leone Vinícios - teclado

Ricardo Totte - vocal

## Discografia
- 2008 - A Vida É Um Chip
- 2011 - Boa Nova